# Trimeresurus borneensis
Trimeresurus borneensis este o specie de șerpi din genul Trimeresurus, familia Viperidae, descrisă de Wilhelm Peters în anul 1872. A fost clasificată de IUCN ca specie cu risc scăzut. Conform Catalogue of Life specia Trimeresurus borneensis nu are subspecii cunoscute.